# Svjetsko prvenstvo u atletici 1993.
4. Svjetsko prvenstvo u atletici održano je od 13. kolovoza do 21. kolovoza 1993. godine u njemačkom gradu Stuttgartu.

## Tablica medalja
| Mjesto | Država                 | Zlato | Srebro | Bronca | Ukupno |
| ------ | ---------------------- | ----- | ------ | ------ | ------ |
| 1.     | SAD                    | 13    | 7      | 5      | 25     |
| 2.     | NR Kina                | 4     | 2      | 2      | 8      |
| 3.     | Rusija                 | 3     | 8      | 5      | 16     |
| 4.     | Ujedinjeno Kraljevstvo | 3     | 3      | 4      | 10     |
| 4.     | Kenija                 | 3     | 3      | 4      | 10     |
| 6.     | Njemačka               | 2     | 2      | 4      | 8      |
| 7.     | Španjolska             | 2     | 1      | 2      | 5      |
| 8.     | Kuba                   | 2     | 1      | 0      | 3      |
| 9.     | Finska                 | 1     | 2      | 0      | 3      |
| 10.    | Jamajka                | 1     | 1      | 3      | 5      |
| 11.    | Ukrajina               | 1     | 1      | 2      | 4      |
| 12.    | Etiopija               | 1     | 1      | 1      | 3      |
| 13.    | Namibija               | 1     | 1      | 0      | 2      |
| 14.    | Alžir                  | 1     | 0      | 1      | 2      |
| 14.    | Japan                  | 1     | 0      | 1      | 2      |
| 16.    | Češka                  | 1     | 0      | 0      | 1      |
| 16.    | Mozambik               | 1     | 0      | 0      | 1      |
| 16.    | Norveška               | 1     | 0      | 0      | 1      |
| 16.    | Švicarska              | 1     | 0      | 0      | 1      |
| 16.    | Tadžikistan            | 1     | 0      | 0      | 1      |
| 21.    | Italija                | 0     | 3      | 1      | 4      |
| 22.    | Bjelorusija            | 0     | 2      | 2      | 4      |
| 23.    | Australija             | 0     | 1      | 0      | 1      |
| 23.    | Irska                  | 0     | 1      | 0      | 1      |
| 23.    | Kazahstan              | 0     | 1      | 0      | 1      |
| 23.    | Poljska                | 0     | 1      | 0      | 1      |
| 23.    | Portugal               | 0     | 1      | 0      | 1      |
| 23.    | Zambija                | 0     | 1      | 0      | 1      |
| 29.    | Austrija               | 0     | 0      | 1      | 1      |
| 29.    | Bugarska               | 0     | 0      | 1      | 1      |
| 29.    | Kanada                 | 0     | 0      | 1      | 1      |
| 29.    | Danska                 | 0     | 0      | 1      | 1      |
| 29.    | Mađarska               | 0     | 0      | 1      | 1      |
| 29.    | Nizozemska             | 0     | 0      | 1      | 1      |
| 29.    | Rumunjska              | 0     | 0      | 1      | 1      |
| 29.    | Somalija               | 0     | 0      | 1      | 1      |

## Rezultati

### Trkačke discipline

#### 100 m
| Mjesto | Država                 | Atletičar          | Vrijeme   |
| ------ | ---------------------- | ------------------ | --------- |
| 1.     | Ujedinjeno Kraljevstvo | Linford Christie   | 9,87 (ER) |
| 2.     | SAD                    | Andre Cason        | 9,92      |
| 3.     | SAD                    | Dennis Mitchell    | 9,99      |
| 4.     | SAD                    | Carl Lewis         | 10,02     |
| 5.     | Kanada                 | Bruny Surin        | 10,02     |
| 6.     | Namibija               | Frankie Fredericks | 10,03     |
| 7.     | Nigerija               | Daniel Effiong     | 10,04     |
| 8.     | Jamajka                | Ray Stewart        | 10,18     |

| Mjesto | Država   | Atletičarka      | Vrijeme    |
| ------ | -------- | ---------------- | ---------- |
| 1.     | SAD      | Gail Devers      | 10,82 (KR) |
| 2.     | Jamajka  | Merlene Ottey    | 10,82 (KR) |
| 3.     | SAD      | Gwen Torrence    | 10,89      |
| 4.     | Rusija   | Irina Privalova  | 10,96      |
| 5.     | Nigerija | Mary Onyali      | 11,05      |
| 6.     | Rusija   | Natalya Voronova | 11,20      |
| 7.     | Jamajka  | Nicole Mitchell  | 11,20      |
| 8.     | Kuba     | Liliana Allen    | 11,23      |

#### 200 m
| Mjesto | Država                 | Atletičar             | Vrijeme    |
| ------ | ---------------------- | --------------------- | ---------- |
| 1.     | Namibija               | Frankie Fredericks    | 19,85 (AF) |
| 2.     | Ujedinjeno Kraljevstvo | John Regis            | 19,94      |
| 3.     | SAD                    | Carl Lewis            | 19,99      |
| 4.     | SAD                    | Mike Marsh            | 20,18      |
| 5.     | Australija             | Dean Capobianco       | 20,18      |
| 6.     | Francuska              | Jean-Charles Trouabal | 20,20      |
| 7.     | Gana                   | Emmanuel Tuffour      | 20,49      |
| 8.     | Australija             | Damien Marsh          | 20,56      |

| Mjesto | Država    | Atletičarke          | Vrijeme |
| ------ | --------- | -------------------- | ------- |
| 1.     | Jamajka   | Merlene Ottey        | 21,98   |
| 2.     | SAD       | Gwen Torrence        | 22,00   |
| 3.     | Rusija    | Irina Privalova      | 22,13   |
| 4.     | Francuska | Marie-José Perec     | 22,20   |
| 5.     | Nigerija  | Mary Onyali          | 22,32   |
| 6.     | Rusija    | Natalya Voronova     | 22,50   |
| 7.     | Rusija    | Galina Malchugina    | 22,50   |
| 8.     | SAD       | Dannette Young-Stone | 23,04   |

#### 400 m
| Mjesto | Država   | Atletičar        | Vrijeme |
| ------ | -------- | ---------------- | ------- |
| 1.     | SAD      | Michael Johnson  | 43,65   |
| 2.     | SAD      | Butch Reynolds   | 44,13   |
| 3.     | Kenija   | Samson Kitur     | 44,54   |
| 4.     | SAD      | Quincy Watts     | 45,05   |
| 5.     | Nigerija | Sunday Bada      | 45,11   |
| 6.     | Jamajka  | Gregory Haughton | 45,63   |
| 7.     | Kenija   | Simon Kemboi     | 45,65   |
| 8.     | Kenija   | Kennedy Ochieng  | 45,68   |

| Mjesto | Država     | Atletičarka          | Vrijeme |
| ------ | ---------- | -------------------- | ------- |
| 1.     | SAD        | Jearl Miles-Clark    | 49,82   |
| 2.     | SAD        | Natasha Kaiser-Brown | 50,17   |
| 3.     | Jamajka    | Sandie Richards      | 50,44   |
| 4.     | Rusija     | Tatyana Alekseyeva   | 50,52   |
| 5.     | Kolumbija  | Ximena Restrepo      | 50,91   |
| 6.     | Španjolska | Sandra Myers         | 51,22   |
| 7.     | Jamajka    | Juliet Campbell      | 51,40   |
| 8.     | Kolumbija  | Norfalia Carabalí    | DQ      |

#### 800 m
| Mjesto | Država                 | Atletičar        | Vrijeme |
| ------ | ---------------------- | ---------------- | ------- |
| 1.     | Kenija                 | Paul Ruto        | 1.44,71 |
| 2.     | Italija                | Giuseppe D'Urso  | 1.44,86 |
| 3.     | Kenija                 | Billy Konchellah | 1.44,89 |
| 4.     | Ujedinjeno Kraljevstvo | Curtis Robb      | 1.45,54 |
| 5.     | JAR                    | Hezekiél Sepeng  | 1.45,64 |
| 6.     | Kanada                 | Freddie Williams | 1.45,79 |
| 7.     | Kenija                 | William Tanui    | 1.45,80 |
| 8.     | Ujedinjeno Kraljevstvo | Tom McKean       | 1.46,17 |

| Mjesto | Država                 | Atletičarka            | Vrijeme      |
| ------ | ---------------------- | ---------------------- | ------------ |
| 1.     | Mozambik               | Maria Mutola           | 1.55,43 (AF) |
| 2.     | Rusija                 | Ljoebov Goerina        | 1.57,10      |
| 3.     | Rumunjska              | Ella Kovacs            | 1.57,92      |
| 4.     | Ujedinjeno Kraljevstvo | Diane Modahl           | 1.59,42      |
| 5.     | SAD                    | Meredith Rainey-Valmon | 1.59,57      |
| 6.     | NR Kina                | Li Liu                 | 2.04,45      |
| 7.     | Mozambik               | Tina Paulino           | 3.19,89      |
| 8.     | Rusija                 | Liliya Nurutdinova     | DQ           |

#### 1 500 m
| Mjesto | Država                 | Atletičar          | Vrijeme |
| ------ | ---------------------- | ------------------ | ------- |
| 1.     | Alžir                  | Noureddine Morceli | 3.34,24 |
| 2.     | Španjolska             | Fermín Cacho       | 3.35,56 |
| 3.     | Somalija               | Abdi Bile          | 3.35,96 |
| 4.     | Katar                  | Mohamed Suleiman   | 3.36,87 |
| 5.     | SAD                    | Jim Spivey         | 3.37,42 |
| 6.     | Ujedinjeno Kraljevstvo | Matthew Yates      | 3.37,61 |
| 7.     | Maroko                 | Basir El Rachid    | 3.37,68 |
| 8.     | Maroko                 | Mohamed Taki       | 3.37,76 |

| Mjesto | Država   | Atletičarka       | Vrijeme |
| ------ | -------- | ----------------- | ------- |
| 1.     | NR Kina  | Liu Dong          | 4.00,50 |
| 2.     | Irska    | Sonia O'Sullivan  | 4.03,48 |
| 3.     | Alžir    | Hassiba Boulmerka | 4.04,29 |
| 4.     | NR Kina  | Yi Lu             | 4.06,06 |
| 5.     | Kanada   | Angela Chalmers   | 4.07,95 |
| 6.     | Austrija | Theresia Kiesl    | 4.08,04 |
| 7.     | Poljska  | Anna Brzezinska   | 4.08,11 |
| 8.     | Italija  | Fabia Trabaldo    | 4.08,23 |

#### 5 000 m / 3 000 m
| Mjesto | Država       | Atletičar          | Vrijeme  |
| ------ | ------------ | ------------------ | -------- |
| 1.     | Kenija       | Ismael Kirui       | 13.02,75 |
| 2.     | Etiopija     | Haile Gebrselassie | 13.03,17 |
| 3.     | Etiopija     | Fita Bayissa       | 13.05,40 |
| 4.     | Etiopija     | Worku Bikila       | 13.06,64 |
| 5.     | Maroko       | Khalid Skah        | 13.07,18 |
| 6.     | Maroko       | Brahim Jabbour     | 13.18,87 |
| 7.     | Burkina Faso | Aloÿs Nizigama     | 13.20,59 |
| 8.     | Kenija       | Paul Bitok         | 13.23,41 |

| Mjesto | Država                 | Atletičarka        | Vrijeme      |
| ------ | ---------------------- | ------------------ | ------------ |
| 1.     | NR Kina                | Qu Yunxia          | 8.28,71 (KR) |
| 2.     | NR Kina                | Zhang Linli        | 8.29,25      |
| 3.     | NR Kina                | Zhang Lirong       | 8.31,95      |
| 4.     | Irska                  | Sonia O'Sullivan   | 8.33,38      |
| 5.     | Ujedinjeno Kraljevstvo | Alison Wyeth       | 8.38,42      |
| 6.     | Rusija                 | Jelena Romanova    | 8.39,69      |
| 7.     | Ujedinjeno Kraljevstvo | Paula Radcliffe    | 8.40,40      |
| 8.     | Rusija                 | Ljoedmila Borisova | 8.40,78      |

#### 10 000 m
| Mjesto | Država    | Atletičar          | Vrijeme  |
| ------ | --------- | ------------------ | -------- |
| 1.     | Etiopija  | Haile Gebrselassie | 27.46,02 |
| 2.     | Kenija    | Moses Tanui        | 27.46,54 |
| 3.     | Kenija    | Richard Chelimo    | 28.06,02 |
| 4.     | Njemačka  | Stéphane Franke    | 28.10,69 |
| 5.     | Burundi   | Aloÿs Nizigama     | 28.13,43 |
| 6.     | Italija   | Francesco Panetta  | 28.27,05 |
| 7.     | SAD       | Todd Williams      | 28.30,49 |
| 8.     | Argentina | Antonio Silio      | 28.36,88 |

| Mjesto | Država   | Atletičarka            | Vrijeme       |
| ------ | -------- | ---------------------- | ------------- |
| 1.     | NR Kina  | Wang Junxia            | 30.49,30 (KR) |
| 2.     | NR Kina  | Zhong Huandi           | 31.12,55      |
| 3.     | Kenija   | Sally Barsosio         | 31.15,38      |
| 4.     | Kenija   | Tegla Loroupe          | 31.29,91      |
| 5.     | SAD      | Lynn Jennings          | 31.30,53      |
| 6.     | Portugal | Conceição Ferreira     | 31.30,60      |
| 7.     | Portugal | Albertina Dias         | 31.33,03      |
| 8.     | SAD      | Anne Marie Letko-Lauck | 31.37,26      |

#### Maraton
| Mjesto | Država       | Atletičar           | Vrijeme |
| ------ | ------------ | ------------------- | ------- |
| 1.     | SAD          | Mark Plaatjes       | 2:13.57 |
| 2.     | Namibija     | Luketz Swartbooi    | 2:14.11 |
| 3.     | Nizozemska   | Bert van Vlaanderen | 2:15.12 |
| 4.     | Južna Koreja | Jae-Ryong Kim       | 2:17.14 |
| 5.     | Japan        | Tadao Uchikoshi     | 2:17.54 |
| 6.     | Njemačka     | Konrad Dobler       | 2:18.28 |
| 7.     | Kenija       | Boniface Merande    | 2:18.52 |
| 8.     | Rusija       | Aleksey Zhelonkin   | 2:18.52 |

| Mjesto | Država      | Atletičarka               | Vrijeme |
| ------ | ----------- | ------------------------- | ------- |
| 1.     | Japan       | Junko Asari               | 2:30.03 |
| 2.     | Portugal    | Manuela Machado           | 2:30.54 |
| 3.     | Japan       | Tomoe Abe                 | 2:31.01 |
| 4.     | Rusija      | Ramilya Burangulova       | 2:33.03 |
| 5.     | Bjelorusija | Madina Biktagirova        | 2:34.36 |
| 6.     | Njemačka    | Katrin Dörre-Heinig       | 2:35.20 |
| 7.     | JAR         | Frith Van Der Merwe       | 2:35.56 |
| 8.     | SAD         | Kimberly Rosenquist-Jones | 2:36.33 |

#### 20 km / 10 km brzo hodanje
| Mjesto | Država      | Atletičar              | Vrijeme |
| ------ | ----------- | ---------------------- | ------- |
| 1.     | Španjolska  | Valentí Massana        | 1:22.31 |
| 2.     | Italija     | Giovanni De Benedictis | 1:23.06 |
| 3.     | Španjolska  | Daniel Plaza           | 1:23.18 |
| 4.     | Španjolska  | Jaime Barroso          | 1:23.41 |
| 5.     | Bjelorusija | Yevgeniy Misyulya      | 1:23.45 |
| 6.     | Brazil      | Sérgio Vieira Galdino  | 1:23.52 |
| 7.     | Njemačka    | Robert Ihly            | 1:24.21 |
| 8.     | Slovačka    | Igor Kollár            | 1:24.23 |

| Mjesto | Država     | Atletičarka          | Vrijeme |
| ------ | ---------- | -------------------- | ------- |
| 1.     | Finska     | Sari Essayah         | 42.59   |
| 2.     | Italija    | Ileana Salvador      | 43.08   |
| 3.     | Španjolska | Encarna Granados     | 43.21   |
| 4.     | Italija    | Elisabetta Perrone   | 43.26   |
| 5.     | Njemačka   | Beate Anders-Gummelt | 43.28   |
| 6.     | Poljska    | Katarzyna Radtke     | 43.33   |
| 7.     | Rusija     | Jelena Nikolajeva    | 43.47   |
| 8.     | Rusija     | Yelena Sayko         | 43.56   |

#### 50 km brzo hodanje
| Mjesto | Država     | Atletičar          | Vrijeme |
| ------ | ---------- | ------------------ | ------- |
| 1.     | Španjolska | Jesús Ángel García | 3:41.41 |
| 2.     | Finska     | Valentin Kononen   | 3:42.02 |
| 3.     | Rusija     | Valeriy Spitsyn    | 3:42.50 |
| 4.     | Njemačka   | Axel Noack         | 3:43.50 |
| 5.     | Španjolska | Basilio Labrador   | 3:46.46 |
| 6.     | Francuska  | René Piller        | 3:48.57 |
| 7.     | Kanada     | Tim Berrett        | 3:50.23 |
| 8.     | Meksiko    | Carlos Mercenário  | 3:50.53 |

#### 110 m / 100 m s preponama
| Mjesto | Država                 | Atletičar           | Vrijeme    |
| ------ | ---------------------- | ------------------- | ---------- |
| 1.     | Ujedinjeno Kraljevstvo | Colin Jackson       | 12,91 (WR) |
| 2.     | Ujedinjeno Kraljevstvo | Tony Jarrett        | 13,00      |
| 3.     | SAD                    | Jack Pierce         | 13,06      |
| 4.     | Kuba                   | Emilio Valle        | 13,20      |
| 5.     | Njemačka               | Florian Schwarthoff | 13,27      |
| 6.     | Latvija                | Igors Kazanovs      | 13,38      |
| 7.     | Njemačka               | Dietmar Koszewski   | 13,60      |
| 8.     | SAD                    | Tony Dees           | 14,13      |

| Mjesto | Država    | Atletičarka         | Vrijeme     |
| ------ | --------- | ------------------- | ----------- |
| 1.     | SAD       | Gail Devers         | 12,46 (RAm) |
| 2.     | Rusija    | Marina Azyabina     | 12,60       |
| 3.     | SAD       | Lynda Tolbert-Goode | 12,67       |
| 4.     | Kuba      | Aliuska López       | 12,73 (NR)  |
| 5.     | Rusija    | Eva Sokolova        | 12,78       |
| 6.     | SAD       | Dawn Bowles         | 12,90       |
| 7.     | Jamajka   | Michelle Freeman    | 12,90       |
| 8.     | Francuska | Cécile Cinélu       | 12,95       |

#### 400 m s preponama
| Mjesto | Država    | Atletičar        | Vrijeme |
| ------ | --------- | ---------------- | ------- |
| 1.     | SAD       | Kevin Young      | 47,18   |
| 2.     | Zambija   | Samuel Matete    | 47,60   |
| 3.     | Jamajka   | Winthrop Graham  | 47,62   |
| 4.     | Francuska | Stéphane Diagana | 47,64   |
| 5.     | Kenija    | Erick Keter      | 48,40   |
| 6.     | Ukrajina  | Oleh Tverdokhleb | 48,71   |
| 7.     | SAD       | Derrick Adkins   | 49,07   |
| 8.     | Kenija    | Barnabas Kinyor  | 49,23   |

| Mjesto | Država                 | Atletičarka                    | Vrijeme     |
| ------ | ---------------------- | ------------------------------ | ----------- |
| 1.     | Ujedinjeno Kraljevstvo | Sally Gunnell                  | 52,74 (WR)  |
| 2.     | SAD                    | Sandra Farmer-Patrick          | 52,79 (RAm) |
| 3.     | Rusija                 | Margarita Khromova-Ponomaryova | 53,48       |
| 4.     | SAD                    | Kim Batten                     | 53,84       |
| 5.     | SAD                    | Tonja Buford                   | 54,55       |
| 6.     | Jamajka                | Deon Hemmings                  | 54,99       |
| 7.     | Kanada                 | Rosey Edeh                     | 55,19       |
| 8.     | Kazahstan              | Natalya Torshina               | 55,78       |

#### 3 000 m s preponama
| Mjesto | Država   | Atletičar               | Vrijeme      |
| ------ | -------- | ----------------------- | ------------ |
| 1.     | Kenija   | Moses Kiptanui          | 8.06,36 (KR) |
| 2.     | Kenija   | Patrick Sang            | 8.07,53      |
| 3.     | Italija  | Alessandro Lambruschini | 8.08,78      |
| 4.     | Kenija   | Matthew Birir           | 8.09,42      |
| 5.     | SAD      | Mark Croghan            | 8.09,76      |
| 6.     | Njemačka | Steffen Brand           | 8.15,33      |
| 7.     | Maroko   | Elarbi Khattabi         | 8.17,96      |
| 8.     | Italija  | Angelo Carosi           | 8.23,42      |

#### 4x100 m štafeta
| Mjesto | Država                 | Atletičari                                                                 | Vrijeme    |
| ------ | ---------------------- | -------------------------------------------------------------------------- | ---------- |
| 1.     | SAD                    | Jon Drummond Andre Cason Dennis Mitchell Leroy Burrell                     | 37,48      |
| 2.     | Ujedinjeno Kraljevstvo | Colin Jackson Tony Jarrett John Regis Linford Christie                     | 37,77 (ER) |
| 3.     | Kanada                 | Robert Esmie Glenroy Gilbert Bruny Surin Atlee Mahon                       | 37,83 (NR) |
| 4.     | Kuba                   | Andres Simón Iván García Joel Isasi Jorge Aguilera                         | 38,39      |
| 5.     | Australija             | Paul Henderson Damien Marsh Dean Capobianco Tim Jackson                    | 38,69      |
| 6.     | Njemačka               | Marc Blume Robert Kurnicki Michael Huke Steffen Görmer                     | 38,78      |
| 7.     | Obala Bjelokosti       | Ouattara Lagazane Jean-Olivier Zirignon Frank Waota Ibrahim Meité          | 38,82      |
| 8.     | Švedska                | Torbjörn Mårtensson Mattias Sunneborn Torbjörn Eriksson Thomas Leandersson | 39,22      |

| Mjesto | Država                 | Atletičarke                                                                                 | Vrijeme    |
| ------ | ---------------------- | ------------------------------------------------------------------------------------------- | ---------- |
| 1.     | Rusija                 | Olga Bogoslovskaya Galina Malchugina Natalya Voronova Irina Privalowa                       | 41,49 (KR) |
| 2.     | SAD                    | Michelle Finn Gwen Torrence Wendy Vereen Gail Devers                                        | 41,49 (KR) |
| 3.     | Jamajka                | Michelle Freeman Juliet Campbell Nikole Mitchell Merlene Ottey                              | 41,94      |
| 4.     | Francuska              | Patricia Girard Odiah Sidibé Valérie Jean-Charles Marie-José Perec                          | 42,67      |
| 5.     | Njemačka               | Andrea Philipp Bettina Zipp Silke-Beate Knoll Melanie Paschke                               | 42,79      |
| 6.     | Kuba                   | Miriam Ferrer Aliuska López Julia Duporty Liliana Allen                                     | 42,89      |
| 7.     | Finska                 | Anu Pirttimaa Sisko Markkanen-Hanhijoki Sanna Hernesniemi-Kyllönen Marja Tennivaara-Salmela | 43,37      |
| 8.     | Ujedinjeno Kraljevstvo | Marcia Richardson Beverly Kinch Simmone Jacobs Paula Dunn-Thomas                            | 43,86      |

#### 4x400 m štafeta
| Mjesto | Država    | Atletičari                                                                    | Vrijeme      |
| ------ | --------- | ----------------------------------------------------------------------------- | ------------ |
| 1.     | SAD       | Andrew Valmon Quincy Watts Butch Reynolds Michael Johnson                     | 2.54,29 (WR) |
| 2.     | Kenija    | Kennedy Ochieng Simon Kemboi Abednego Matilu Samson Kitur                     | 2.59,82      |
| 3.     | Njemačka  | Rico Lieder Karsten Just Olaf Hense Thomas Schönlebe                          | 2.59,99      |
| 4.     | Francuska | Jean-Louis Rapnouil Pierre-Marie Hilaire Jacques Farraudiére Stéphane Diagana | 3.00,09      |
| 5.     | Rusija    | Dmitriy Kliger Dmitriy Kosov Mikhail Vdovin Dmitri Golowastow                 | 3.00,44      |
| 6.     | Kuba      | Iván García Hector Herrera Norberto Téllez Roberto Hernández                  | 3.00,46      |
| 7.     | Jamajka   | Patrick O'Connor Dennis Blake Danny McFarlane Gregory Haughton                | 3.01,44      |
| 8.     | Bugarska  | Stanislav Georgiev Tsvetoslav Stankulov Kiril Raykov Anton Iwanow             | 3.05,35      |

| Mjesto | Država                 | Atletičarke                                                                     | Vrijeme      |
| ------ | ---------------------- | ------------------------------------------------------------------------------- | ------------ |
| 1.     | SAD                    | Gwen Torrence Maicel Malone-Wallace Natasha Kaiser-Brown Jearl Miles-Clark      | 3.16,71 (KR) |
| 2.     | Rusija                 | Yelena Ruzina Tatyana Alekseyeva Margarita Khromova-Ponomaryova Irina Privalowa | 3.18,38      |
| 3.     | Ujedinjeno Kraljevstvo | Linda Keough Phylis Smith Tracy Goddard Sally Gunnell                           | 3.23,41      |
| 4.     | Jamajka                | Deon Hemmings Inez Turner Juliet Campbell Sandie Richards                       | 3.23,83      |
| 5.     | Njemačka               | Heike Meißner Sandra Seuser Anja Rücker Linda Kisabaka                          | 3.25,49      |
| 6.     | Francuska              | Elsa Devassoigne Evelyne Élien Francine Landre Marie-Louise Bevis               | 3.27,08      |
| 7.     | Češka                  | Nadezda Kostovalová Helena Dziurová-Fuchsová Hana Benešová Ludmila Formanová    | 3.27,94      |
| 8.     | Švicarska              | Helen Burkart Regula Zürcher-Scalabrin Marquita Brillante Kathrin Lüthi         | 3.28,52      |

### Skakačke discipline

#### Skok u vis
| Mjesto | Država                 | Atletičar        | Visina      |
| ------ | ---------------------- | ---------------- | ----------- |
| 1.     | Kuba                   | Javier Sotomayor | 2,40 m (KR) |
| 2.     | Poljska                | Artur Partyka    | 2,37 m      |
| 3.     | Ujedinjeno Kraljevstvo | Steve Smith      | 2,37 m      |
| 4.     | Njemačka               | Ralf Sonn        | 2,34 m      |
| 5.     | Bahami                 | Troy Kemp        | 2,34 m      |
| 6.     | SAD                    | Hollis Conway    | 2,34 m      |
| 7.     | Španjolska             | Arturo Ortiz     | 2,31 m      |
| 8.     | SAD                    | Tony Barton      | 2,31 m      |

| Mjesto | Država    | Atletičarka             | Visina |
| ------ | --------- | ----------------------- | ------ |
| 1.     | Kuba      | Ioamnet Quintero        | 1,99 m |
| 2.     | Kuba      | Silvia Costa            | 1,97 m |
| 3.     | Austrija  | Sigrid Kirchmann        | 1,97 m |
| 4.     | Rumunjska | Alina Astafei           | 1,94 m |
| 4.     | Rusija    | Yelena Rodina-Gulyayeva | 1,94 m |
| 6.     | Italija   | Antonella Bevilacqua    | 1,94 m |
| 7.     | SAD       | Tanya Hughes            | 1,91 m |
| 8.     | Latvija   | Valentina Gotovska      | 1,91 m |

#### Skok u dalj
| Mjesto | Država      | Atletičar            | Duljina |
| ------ | ----------- | -------------------- | ------- |
| 1.     | SAD         | Mike Powell          | 8,59 m  |
| 2.     | Rusija      | Stanislav Tarasenko  | 8,16 m  |
| 3.     | Ukrajina    | Vitali Kirilenko     | 8,15 m  |
| 4.     | SAD         | Erick Walder         | 8,05 m  |
| 5.     | Bugarska    | Ivaylo Mladenov      | 8,00 m  |
| 6.     | Bugarska    | Nikolay Antonov      | 7,97 m  |
| 7.     | Bjelorusija | Aleksandr Glavatskiy | 7,95 m  |
| 8.     | JAR         | François Fouché      | 7,93 m  |

| Mjesto | Država     | Atletičarka                 | Duljina |
| ------ | ---------- | --------------------------- | ------- |
| 1.     | Njemačka   | Heike Daute-Drechsler       | 7,11 m  |
| 2.     | Ukrajina   | Larisa Berezjnaja           | 6,98 m  |
| 3.     | Danska     | Renata Nielsen              | 6,76 m  |
| 4.     | Ukrajina   | Jelena Kokonova-Khlopotnova | 6,75 m  |
| 5.     | Rusija     | Lyudmila Galkina            | 6,74 m  |
| 6.     | Austrija   | Ljoedmila Ninova-Rudoll     | 6,73 m  |
| 7.     | Australija | Nicole Boegman              | 6,70 m  |
| 8.     | Poljska    | Agata Karczmarek            | 6,57 m  |

#### Skok s motkom
| Mjesto | Država    | Atletičar          | Visina      |
| ------ | --------- | ------------------ | ----------- |
| 1.     | Ukrajina  | Sergej Boebka      | 6,00 m (KR) |
| 2.     | Kazahstan | Grigori Jegorov    | 5,90 m (AS) |
| 3.     | Rusija    | Maksim Tarasov     | 5,80 m      |
| 3.     | Rusija    | Igor Trandenkov    | 5,80 m      |
| 5.     | SAD       | Scott Huffman      | 5,80 m      |
| 6.     | Rusija    | Denis Petushinskiy | 5,80 m      |
| 7.     | Estonija  | Valeri Boekrejev   | 5,75 m      |
| 8.     | Francuska | Jean Galfione      | 5,70 m      |

#### Troskok
| Mjesto | Država                 | Atletičar        | Duljina |
| ------ | ---------------------- | ---------------- | ------- |
| 1.     | SAD                    | Mike Conley      | 17,86 m |
| 2.     | Rusija                 | Leonid Voloshin  | 17,65 m |
| 3.     | Ujedinjeno Kraljevstvo | Jonathan Edwards | 17,44 m |
| 4.     | Njemačka               | Ralf Jaros       | 17,34 m |
| 5.     | Francuska              | Pierre Camara    | 17,28 m |
| 6.     | Rusija                 | Denis Kapustin   | 17,19 m |
| 7.     | Brazil                 | Anisio da Silva  | 17,19 m |
| 8.     | Bermudi                | Brian Wellman    | 17,12 m |

| Mjesto | Država   | Atletičarka         | Duljina      |
| ------ | -------- | ------------------- | ------------ |
| 1.     | Rusija   | Anna Biryukova      | 15,09 m (WR) |
| 2.     | Rusija   | Iolanda Chen        | 14,70 m      |
| 3.     | Bugarska | Iva Prandzheva      | 14,23 m      |
| 4.     | Kuba     | Niurka Montalvo     | 14,22 m      |
| 5.     | Njemačka | Helga Radtke        | 14,19 m      |
| 6.     | Italija  | Antonella Capriotti | 14,18 m (NR) |
| 7.     | Češka    | Šárka Kašparkova    | 14,16 m      |
| 8.     | Poljska  | Urszula Wlodarczyk  | 13,80 m      |

### Bacačke discipline

#### Bacanje koplja
| Mjesto | Država                 | Atletičar           | Duljina      |
| ------ | ---------------------- | ------------------- | ------------ |
| 1.     | Češka                  | Jan Zelezny         | 85,98 m (KR) |
| 2.     | Finska                 | Kimmo Kinnunen      | 84,78 m      |
| 3.     | Ujedinjeno Kraljevstvo | Mick Hill           | 82,96 m      |
| 4.     | Ujedinjeno Kraljevstvo | Steve Backley       | 81,80 m      |
| 5.     | Finska                 | Ari Pakarinen       | 81,08 m      |
| 6.     | Švedska                | Dag Wennlund        | 80,52 m      |
| 7.     | Bjelorusija            | Vladimir Sasimovich | 78,70 m      |
| 8.     | Švedska                | Patrik Bodén        | 78,00 m      |

| Mjesto | Država      | Atletičarka                   | Duljina |
| ------ | ----------- | ----------------------------- | ------- |
| 1.     | Norveška    | Trine Solberg-Hattestad       | 69,18 m |
| 2.     | Njemačka    | Karen Forkel                  | 65,80 m |
| 3.     | Bjelorusija | Natalya Shikolenko            | 65,64 m |
| 4.     | Bjelorusija | Tatyana Shikolenko            | 65,18 m |
| 5.     | Rusija      | Yekaterina Krasnikova-Ivakina | 65,12 m |
| 6.     | Njemačka    | Silke Renk                    | 64,00 m |
| 7.     | Rumunjska   | Claudia Isaila                | 61,54 m |
| 8.     | Rumunjska   | Felicia Tilea-Moldovan        | 61,24 m |

#### Bacanje diska
| Mjesto | Država      | Atletičar           | Duljina |
| ------ | ----------- | ------------------- | ------- |
| 1.     | Njemačka    | Lars Riedel         | 67,72 m |
| 2.     | Rusija      | Dmitriy Shevchenko  | 66,90 m |
| 3.     | Njemačka    | Jürgen Schult       | 66,12 m |
| 4.     | Rumunjska   | Costel Grasu        | 65,24 m |
| 5.     | Ukrajina    | Vladimir Zintsjenko | 62,02 m |
| 6.     | Irska       | Nick Sweeney        | 61,66 m |
| 7.     | Bjelorusija | Vasiliy Kaptyukh    | 61,64 m |
| 8.     | SAD         | Mike Buncic         | 61,06 m |

| Mjesto | Država     | Atletičarka                 | Duljina |
| ------ | ---------- | --------------------------- | ------- |
| 1.     | Rusija     | Olga Buroeva-Tsjernjavskaja | 67,40 m |
| 2.     | Australija | Daniela Costian             | 65,36 m |
| 3.     | NR Kina    | Min Chunfeng                | 65,26 m |
| 4.     | Kuba       | Maritza Martén              | 64,62 m |
| 5.     | Njemačka   | Anja Gündler-Mollenbeck     | 62,92 m |
| 6.     | Kuba       | Bárbara Hechavarría         | 62,52 m |
| 7.     | Rumunjska  | Nicoleta Grasu              | 62,10 m |
| 8.     | Njemačka   | Franka Dietzsch             | 62,06 m |

#### Bacanje kugle
| Mjesto | Država      | Atletičar          | Duljina |
| ------ | ----------- | ------------------ | ------- |
| 1.     | Švicarska   | Werner Günthör     | 21,97 m |
| 2.     | SAD         | Randy Barnes       | 21,80 m |
| 3.     | Ukrajina    | Aleksandr Bahach   | 20,40 m |
| 4.     | Rusija      | Yevgeniy Palchikov | 20,05 m |
| 5.     | Jugoslavija | Dragan Perić       | 19,95 m |
| 6.     | Čile        | Gert Weil          | 19,95 m |
| 7.     | Njemačka    | Oliver-Sven Buder  | 19,74 m |
| 8.     | Njemačka    | Jonny Reinhardt    | 19,53 m |

| Mjesto | Država   | Atletičarka           | Duljina |
| ------ | -------- | --------------------- | ------- |
| 1.     | NR Kina  | Huang Zhihong         | 20,57 m |
| 2.     | Rusija   | Svetlana Kriveljova   | 19,97 m |
| 3.     | Njemačka | Kathrin Neimke        | 19,71 m |
| 4.     | NR Kina  | Sui Xinmei            | 19,61 m |
| 5.     | NR Kina  | Cong Yuzhen           | 19,58 m |
| 6.     | Njemačka | Astrid Kumbernuss     | 19,42 m |
| 7.     | Ukrajina | Valentina Fedhoesjina | 19,27 m |
| 8.     | Kuba     | Belsy Laza            | 19,27 m |

#### Bacanje kladiva
| Mjesto | Država      | Atletičar           | Duljina      |
| ------ | ----------- | ------------------- | ------------ |
| 1.     | Tadžikistan | Andrej Abduvalijev  | 81,64 m (AS) |
| 2.     | Bjelorusija | Igor Astapkovich    | 79,88 m      |
| 3.     | Mađarska    | Tibor Gécsek        | 79,54 m      |
| 4.     | Bjelorusija | Sergey Alay         | 79,02 m      |
| 5.     | Rusija      | Vasiliy Sidorenko   | 78,86 m      |
| 6.     | Rusija      | Aleksandr Seleznyov | 78,58 m      |
| 7.     | Rusija      | Sergej Litvinov     | 78,56 m      |
| 8.     | Francuska   | Christophe Épalle   | 76,22 m      |

### Višeboj

#### Desetoboj / Sedmoboj
| Mjesto | Država      | Atletičar         | Bodovi    |
| ------ | ----------- | ----------------- | --------- |
| 1.     | SAD         | Dan O'Brien       | 8817 (KR) |
| 2.     | Bjelorusija | Eduard Hämäläinen | 8724      |
| 3.     | Njemačka    | Paul Meier        | 8548      |
| 4.     | Njemačka    | Christian Schenk  | 8500      |
| 5.     | Francuska   | Alain Blondel     | 8444      |
| 6.     | Francuska   | Christian Plaziat | 8398      |
| 7.     | SAD         | Steve Fritz       | 8324      |
| 8.     | SAD         | Rob Muzzio        | 8237      |

| Mjesto | Država      | Atletičarka          | Bodovi |
| ------ | ----------- | -------------------- | ------ |
| 1.     | SAD         | Jackie Joyner-Kersee | 6837   |
| 2.     | Njemačka    | Sabine Braun         | 6797   |
| 3.     | Bjelorusija | Svetlana Buraga      | 6635   |
| 4.     | Bugarska    | Svetla Dimitrova     | 6508   |
| 5.     | Poljska     | Urszula Wlodarczyk   | 6394   |
| 6.     | SAD         | Kym Carter           | 6357   |
| 7.     | Australija  | Jane Flemming        | 6343   |
| 8.     | Njemačka    | Birgit Clarius       | 6341   |

## Značenje kratica
- WR: Svjetski rekord
- KR: Rekord prvenstava
- NR: Nacionalni rekord
- ER: Europski rekord
- AF: Afrički rekord
- AS: Azijski rekord
- OC: Oceanijski rekord
- DSQ: Diskvalifikacija

## Vanjske poveznice
- IAAF-ovi službeni rezultati  Arhivirana inačica izvorne stranice od 12. prosinca 2004. (Wayback Machine)